# Osówiec (powiat słupecki)
Osówiec (do 2009 Osowiec) – wieś w Polsce położona w województwie wielkopolskim, w powiecie słupeckim, w gminie Orchowo.
W latach 1975–1998 miejscowość należała administracyjnie do województwa konińskiego.
Osówiec jest położony w odległości ok. 2 km od Orchowa. Od średniowiecza był własnością szlachecką. W 1468 roku był w posiadaniu Wojciecha i Jana z Osówca. W XVI wieku przeszedł w posiadanie rodziny Dobrosołowskich, w XVII wieku Radlickich i Nielickich, natomiast w XVIII wieku rodziny Koczorowskich. Następnie przejął go ród Mlickich herbu Dołęga, zaś w XIX wieku Osówiec przeszedł jako wiano w ręce rodziny Freserów Herbu Alabonda. Majątek w 1926 roku liczył 1202 hektary i miał gorzelnię oraz cegielnię. W 1930 roku Osówiec był własnością Ludomira Frezera. Po II wojnie światowej w Osówcu funkcjonowało Państwowe Gospodarstwo Rolne, w którym pracowała większość mieszkańców.
We wsi znajdują się następujące zabytki nieruchome wpisane do krajowego rejestru zabytków:
- kaplica pw. Matki Boskiej Różańcowej z 1883 roku (nr rej.: 272/14 z 30.04.1984 r.) – ołtarz jest murowany, a w nim figura Matki Boskiej z Dzieciątkiem Jezus.
- drewniany dwór modrzewiowy (nr rej.: 273/15 z 30.04.1984 r.) - obiekt niewielki, parterowy, z piętrowymi ryzalitami na osi, zbudowany krótko po 1717 roku dla Koczorowskich. Alkierze od frontu i z tyłu dobudowane prawdopodobnie znacznie później. Przed wejściem drewniany ganek. Stan dworu bardzo dobry po rekonstrukcji dokonanej w latach 1984–1987. Obecny wygląd dworu jest wynikiem gruntownej renowacji, w czasie której zrujnowane drewniane ściany wymienione zostały na ceglane. Dawny wygląd zachowały jedynie oszalowane deskami szczyty w piętrowym ryzalicie elewacji frontowej oraz tylnej, o falistych liniach spływów obwiedzionych profilowaną listwą. Również faliste szczyty o uproszczonej linii (lecz znacznie późniejsze i otynkowane) wieńczą dziś frontowe ściany alkierzy. Pokryte gładkim tynkiem elewacje z prostokątnymi oknami pozbawione są niemal detali dekoracji architektonicznej – z wyjątkiem pilastrów akcentujących naroża alkierzy. Otaczający obiekt mały park również w bardzo dobrym stanie[3].